# Chrysopa atrioris
Chrysopa atrioris is een insect uit de familie van de gaasvliegen (Chrysopidae), die tot de orde netvleugeligen (Neuroptera) behoort. 
Chrysopa atrioris is voor het eerst wetenschappelijk beschreven door Banks in 1920.